# The Fight Before Christmas
 The Fight Before Christmas , titulado El pleito antes de Navidad en Hispanoamérica y La pelea antes de Navidad en España, es el octavo episodio de la vigesimosegunda temporada la serie de animación los Simpson. Fue emitido el 5 de diciembre de 2010 en Estados Unidos por la cadena FOX. El episodio se compone de una serie de cortos segmentos de Navidad. Las estrellas invitadas son Martha Stewart y Katy Perry.

## Sinopsis
En Navidad, Marge parece ser la única de la familia, interesada en aportar espíritu navideño, por eso, durante Nochebuena, la familia soñará 4 historias relacionadas con la Navidad. 

### La historia de Bart
Bart se queda despierto hasta tarde en Nochebuena para matar a Santa Claus por no traerle una motocross hace tres Navidades. Eventualmente se queda dormido y sueña que el Expreso Polar, conducido por Otto Mann, aterriza frente a la casa y lo lleva en avión al Polo Norte. Bart conoce a Santa (Krusty el Payaso) sólo para descubrir que se ha quedado sin dinero, ya que dar regalos a cambio de galletas cada año no es un modelo de negocio sostenible, sin embargo después de presumir de lo fácil que es engañar a un niño se descubre que es todo una tapadera, ya que en realidad es muy rico y tiene múltiples asistentes femeninas con las que monta una fiesta.

### La historia de Lisa
Lisa sueña que es diciembre de 1944 y que Marge es un soldado en la Segunda Guerra Mundial. Debido a que Marge fue llevada repentinamente para un despliegue en el extranjero mientras compraba un árbol de Navidad el año anterior, Lisa juró no volver a ver otro árbol de Navidad hasta que Marge regrese a casa a salvo. Sin embargo, durante la Navidad de 1944, la familia recibe un telegrama que dice que Marge está desaparecida en combate. Después de escuchar la noticia, Lisa huye al lugar donde había visto a su madre por última vez, la Granja de árboles de Navidad. El dueño del lugar dice que Marge pagó por un árbol el año anterior pero nunca lo recogió. Lisa, creyendo que el árbol es un símbolo de que Marge está bien, se lo lleva a casa y lo decora junto con Homero y Bart. Luego se ve a Marge asesinando a Adolf Hitler con un MP40 en un cine de Inglourious Basterds en Francia mientras ve una película de propaganda. Cuando se aleja de la escena, el teatro explota detrás de ella.

### La historia de Marge
Marge sueña que ha enviado una carta a Martha Stewart pidiéndole que la ayude a salvar la Navidad de la familia. Martha llega rápidamente y llena la casa con las decoraciones navideñas con las que Marge siempre ha soñado, pero los otros miembros de la familia terminan formando parte de las decoraciones en lugar de poder disfrutar de las vacaciones con ella. Marge se da cuenta rápidamente de que son Homer y los niños los que hacen que la Navidad sea especial para ella, por lo que Martha se deshace de todos los adornos con una varita mágica. Luego, Marge se despierta el día de Navidad y descubre que su familia le ha traído los ingredientes para el desayuno a la cama. Sus intentos de cocinarlo salen mal, así que salen a desayunar.e. Sintiendo lástima, Bart decide que Santa ya no tiene que darle una moto de cross y se va con Santa dando una fiesta en su oficina después de revelar lo estúpidos que son los niños.

### La historia de Maggie
Maggie sueña que toda la familia se ha convertido en marionetas en un teatro. Mientras los Simpson se preparan para un viaje a Hawái y le piden a  Moe que cuide la casa por ellos, el jefe de Homer Mr. Burns hace una visita sorpresa. Pronto se entera de que Homer ha fingido una lesión en el cuello para tener tiempo libre para el viaje y llama a sus perros de ataque. Sin embargo, solo llega uno (representado por un títere de calcetín), ya que el programa ha gastado su presupuesto en Katy Perry, quien aparece como ella misma y la novia de Moe. Katy se da cuenta de que Burns está decepcionado por la falta de sus perros de ataque y le da un beso. Conmovido por esto, Burns decide perdonar a los Simpson y les permite disfrutar de su viaje a Hawái, y luego todos cantan una parodia de "Twelve Days of Christmas" que suena durante el créditos. Al final de los créditos, Moe intenta besar a Katy, pero no es lo suficientemente alto para alcanzar su boca, por lo que opta por besarla  ombligo a través de su vestido. Katy responde que él no le está besando el ombligo, lo que significa que en realidad la está besando vulva, pero también dice que no le dijo a Moe que se detuviera.

## Recepción
En su emisión original, el episodio fue visto en aproximadamente 95.418 en hogares, y recibió un 9,2 de calificación Nielsen y el 11% de participación de la audiencia el aumento de 2% desde el episodio anterior que salió al aire convirtiéndose en el programa de mayor sintonía en la "Dominación de animación" esa noche. El episodio más tarde se convirtió en el quinto episodio más alta puntuación en las características demográficas de la semana.
Brad Trechak de TV Squad dio al episodio una revisión abrumadoramente positiva diciendo: "Este episodio empezó bien y se mejoró progresivamente". Se mostró un nivel de imaginación más alto que las noches de halloween recientes.Todd VanDerWerff de The AV Club dio al episodio una revisión mixtos diciendo " El episodio de esta noche no fue horrible, y tenía algunas cosas cómicas, pero la calidad de los segmentos fue decididamente golpeado y perdedido.". Que sobre todo criticó los dos últimos segmentos, el sueño de Marge con Martha Stewart "una broma estirada demasiado lejos" y la serie de sesiones de marionetas era "demasiado inclinado". Finalmente calificó el episodio con la segunda calificación más alta con B de "Animación dominación"que reciben una calificación menor a Padre de familia , pero por delante de los dos episodios de The Cleveland Show.
- Datos: Q2593200